# Servon (Seine-et-Marne)
Pour les articles homonymes, voir Servon.
Servon est une commune française francilienne située à l’ouest du département de Seine-et-Marne.
Servon est la 77e commune de Seine-et-Marne en population (3 251 habitants en 2017).
Servon comporte 2 châteaux et une église classée aux monuments historiques. La ville est également traversée par le Chemin des Roses, long de 18 kilomètres et classé espace naturel sensible par la Seine-et-Marne.

## Géographie

### Localisation
La commune de Servon, située à l'ouest du département, à quelque 25 kilomètres de Paris en limite de Brie-Comte-Robert. Servon se situe à la frontière avec la ville de Santeny, dans le Val-de-Marne.
Elle est en partie séparée des secteurs les plus proches de l’agglomération parisienne (petite couronne) par la forêt de Notre-Dame (lisière sud).

### Communes limitrophes

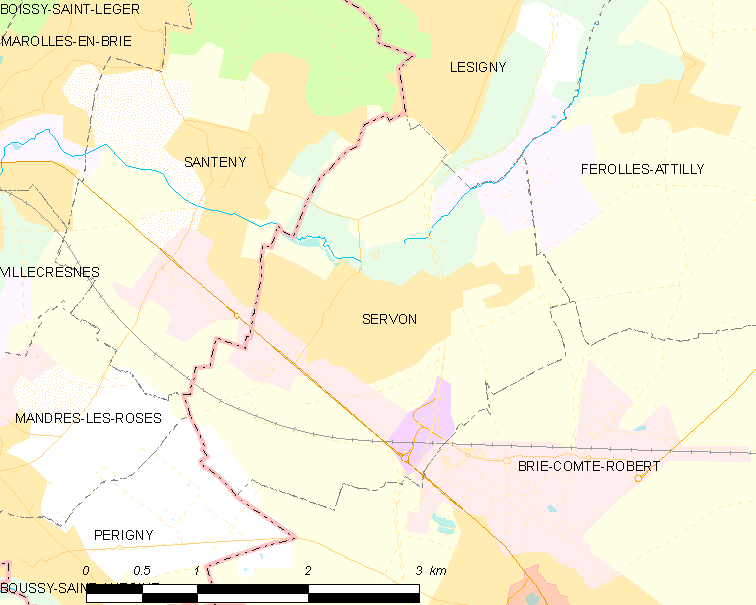
Servon dans son environnement.

| Santeny (Val-de-Marne)           | Lésigny | Férolles-Attilly  |
| Mandres-les-Roses (Val-de-Marne) | Servon  |                   |
| Périgny (Val-de-Marne)           |         | Brie-Comte-Robert |

### Milieux naturels et biodiversité
Aucun espace naturel présentant un intérêt patrimonial n'est recensé sur la commune dans l'inventaire national du patrimoine naturel,,.

### Hydrographie

#### Réseau hydrographique

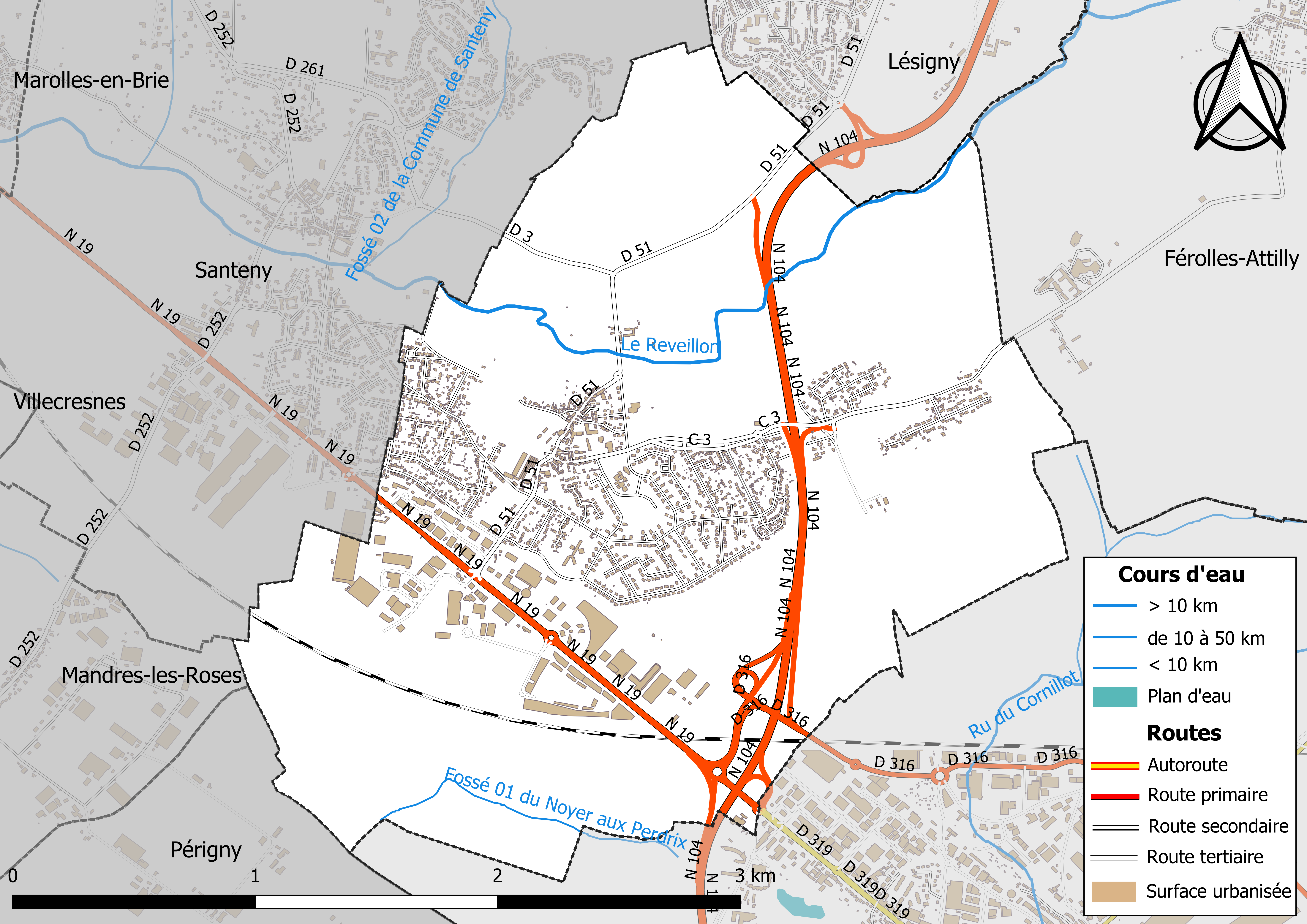
Carte des réseaux hydrographique et routier de Servon.

Le réseau hydrographique de la commune se compose de deux cours d'eau référencés :
- la rivière Réveillon, longue de 21,60 km[4], affluent de l’Yerres qui prend sa source dans la forêt d'Armainvilliers et atteint Servon après avoir traversé Chevry-Cossigny et Férolles-Attilly ;
- le fossé 01 du Noyer aux Perdrix, 1,39 km[5].

La longueur totale des cours d'eau sur la commune est de 3,9 km.

#### Gestion des cours d'eau
Afin d’atteindre le bon état des eaux imposé par la Directive-cadre sur l'eau du 23 octobre 2000, plusieurs outils de gestion intégrée s’articulent à différentes échelles : le SDAGE, à l’échelle du bassin hydrographique, et le SAGE, à l’échelle locale. Ce dernier fixe les objectifs généraux d’utilisation, de mise en valeur et de protection quantitative et qualitative des ressources en eau superficielle et souterraine. Le département de Seine-et-Marne est couvert par six SAGE, au sein du bassin Seine-Normandie.
La commune fait partie du SAGE « Yerres », approuvé le 13 octobre 2011. Le territoire de ce SAGE correspond au bassin versant de l’Yerres, d'une superficie de 1 017 km2, parcouru par un réseau hydrographique de 450 kilomètres de long environ, répartis entre le cours de l’Yerres et ses affluents principaux que sont : le ru de l'Étang de Beuvron, la Visandre, l’Yvron, le Bréon, l’Avon, la Marsange, la Barbançonne, le Réveillon. Le pilotage et l’animation du SAGE sont assurés par le syndicat mixte pour l'assainissement et la gestion des eaux du bassin versant de l’Yerres (SYAGE), qualifié de « structure porteuse ».

### Climat
Pour des articles plus généraux, voir Climat de l'Île-de-France et Climat de Seine-et-Marne.
En 2010, le climat de la commune est de type climat océanique dégradé des plaines du Centre et du Nord, selon une étude du CNRS s'appuyant sur une série de données couvrant la période 1971-2000. En 2020, Météo-France publie une typologie des climats de la France métropolitaine dans laquelle la commune est exposée à un climat océanique altéré et est dans la région climatique Sud-ouest du bassin Parisien, caractérisée par une faible pluviométrie, notamment au printemps (120 à 150 mm) et un hiver froid (3,5 °C).
Pour la période 1971-2000, la température annuelle moyenne est de 11,2 °C, avec une amplitude thermique annuelle de 15,3 °C. Le cumul annuel moyen de précipitations est de 677 mm, avec 10,6 jours de précipitations en janvier et 7,8 jours en juillet. Pour la période 1991-2020, la température moyenne annuelle observée sur la station météorologique la plus proche, située sur la commune de Mandres-les-Roses à 4 km à vol d'oiseau, est de 11,9 °C et le cumul annuel moyen de précipitations est de 698,3 mm,. Pour l'avenir, les paramètres climatiques de la commune estimés pour 2050 selon différents scénarios d'émission de gaz à effet de serre sont consultables sur un site dédié publié par Météo-France en novembre 2022.
| Mois                                  | jan.          | fév.           | mars           | avril       | mai            | juin           | jui.           | août          | sep.        | oct.            | nov.             | déc.             | année     |
| ------------------------------------- | ------------- | -------------- | -------------- | ----------- | -------------- | -------------- | -------------- | ------------- | ----------- | --------------- | ---------------- | ---------------- | --------- |
| Température minimale moyenne (°C)     | 1,8           | 1,6            | 3,8            | 5,8         | 9,6            | 12,7           | 14,5           | 14            | 10,8        | 8,2             | 4,7              | 2,4              | 7,5       |
| Température moyenne (°C)              | 4,5           | 5              | 8,2            | 11          | 14,8           | 18,1           | 20,2           | 20            | 16,3        | 12,4            | 7,8              | 5                | 11,9      |
| Température maximale moyenne (°C)     | 7,2           | 8,6            | 12,7           | 16,4        | 19,9           | 23,5           | 25,9           | 26,1          | 21,8        | 16,6            | 10,9             | 7,5              | 16,4      |
| Record de froid (°C) date du record   | −16 08.01.10  | −13 07.02.1991 | −10,5 01.03.05 | −3 07.04.21 | 0,5 07.05.1997 | 1,8 04.06.1991 | 6,1 04.07.1990 | 6 28.08.1998  | 1 30.09.12  | −3,8 30.10.1997 | −10,4 24.11.1998 | −10,3 29.12.1996 | −16 2010  |
| Record de chaleur (°C) date du record | 16,1 27.01.03 | 22 27.02.19    | 25 31.03.21    | 29 20.04.18 | 33 28.05.17    | 38 22.06.17    | 39,5 31.07.20  | 40,1 06.08.03 | 35 15.09.20 | 29,5 01.10.11   | 23 08.11.15      | 17,3 16.12.1989  | 40,1 2003 |
| Précipitations (mm)                   | 57,2          | 50,9           | 49,8           | 50,6        | 67,4           | 58,6           | 60             | 61,1          | 52,4        | 58              | 61,8             | 70,5             | 698,3     |

## Urbanisme

### Typologie
Au 1er janvier 2024, Servon est catégorisée ceinture urbaine, selon la nouvelle grille communale de densité à sept niveaux définie par l'Insee en 2022.
Elle appartient à l'unité urbaine de Paris, une agglomération inter-départementale regroupant 407  communes, dont elle est une commune de la banlieue,,. Par ailleurs la commune fait partie de l'aire d'attraction de Paris, dont elle est une commune de la couronne,. Cette aire regroupe 1 929 communes,.

### Lieux-dits et écarts
La commune compte 40 lieux-dits administratifs répertoriés consultables ici (source : le fichier Fantoir).

### Logement
En 2016, le nombre total de logements dans la commune était de 1 246 dont 88,9 % de maisons et 10,7 % d'appartements.
Parmi ces logements, 95,4 % étaient des résidences principales, 0,7 % des résidences secondaires et 3,9 % des logements vacants.
La part des ménages fiscaux propriétaires de leur résidence principale s'élevait à 86,5 % contre 12,7 % de locataires dont, 6,6 % de logements HLM loués vides (logements sociaux) et, 0,8 % logés gratuitement.

### Occupation des sols
L'occupation des sols de la commune, telle qu'elle ressort de la base de données européenne d’occupation biophysique des sols Corine Land Cover (CLC), est marquée par l'importance des territoires agricoles (52,9 % en 2018), en diminution par rapport à 1990 (62,2 %). La répartition détaillée en 2018 est la suivante : 
terres arables (51,6 % ), zones urbanisées (20,2 % ), espaces verts artificialisés, non agricoles (13,6 % ), zones industrielles ou commerciales et réseaux de communication (13,2 % ), zones agricoles hétérogènes (1,3 % ), forêts (0,1 %).
Parallèlement, L'Institut Paris Région, agence d'urbanisme de la région Île-de-France, a mis en place un inventaire numérique de l'occupation du sol de l'Île-de-France, dénommé le MOS (Mode d'occupation du sol), actualisé régulièrement depuis sa première édition en 1982. Réalisé à partir de photos aériennes, le Mos distingue les espaces naturels, agricoles et forestiers mais aussi les espaces urbains (habitat, infrastructures, équipements, activités économiques, etc.) selon une classification pouvant aller jusqu'à 81 postes, différente de celle de Corine Land Cover,,. L'Institut met également à disposition des outils permettant de visualiser par photo aérienne l'évolution de l'occupation des sols de la commune entre 1949 et 2018.

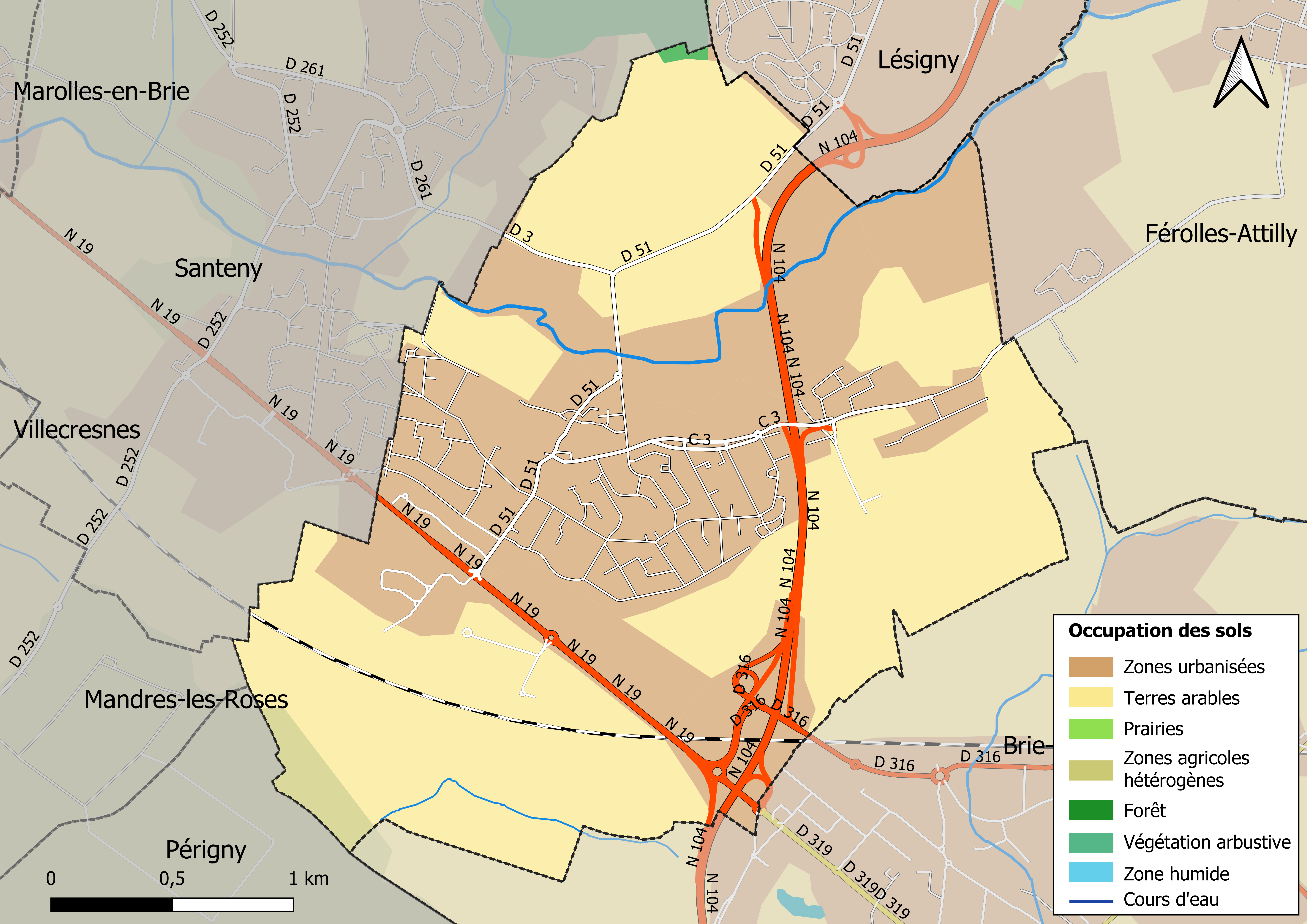
Carte des infrastructures et de l'occupation des sols en 2018 (CLC) de la commune.
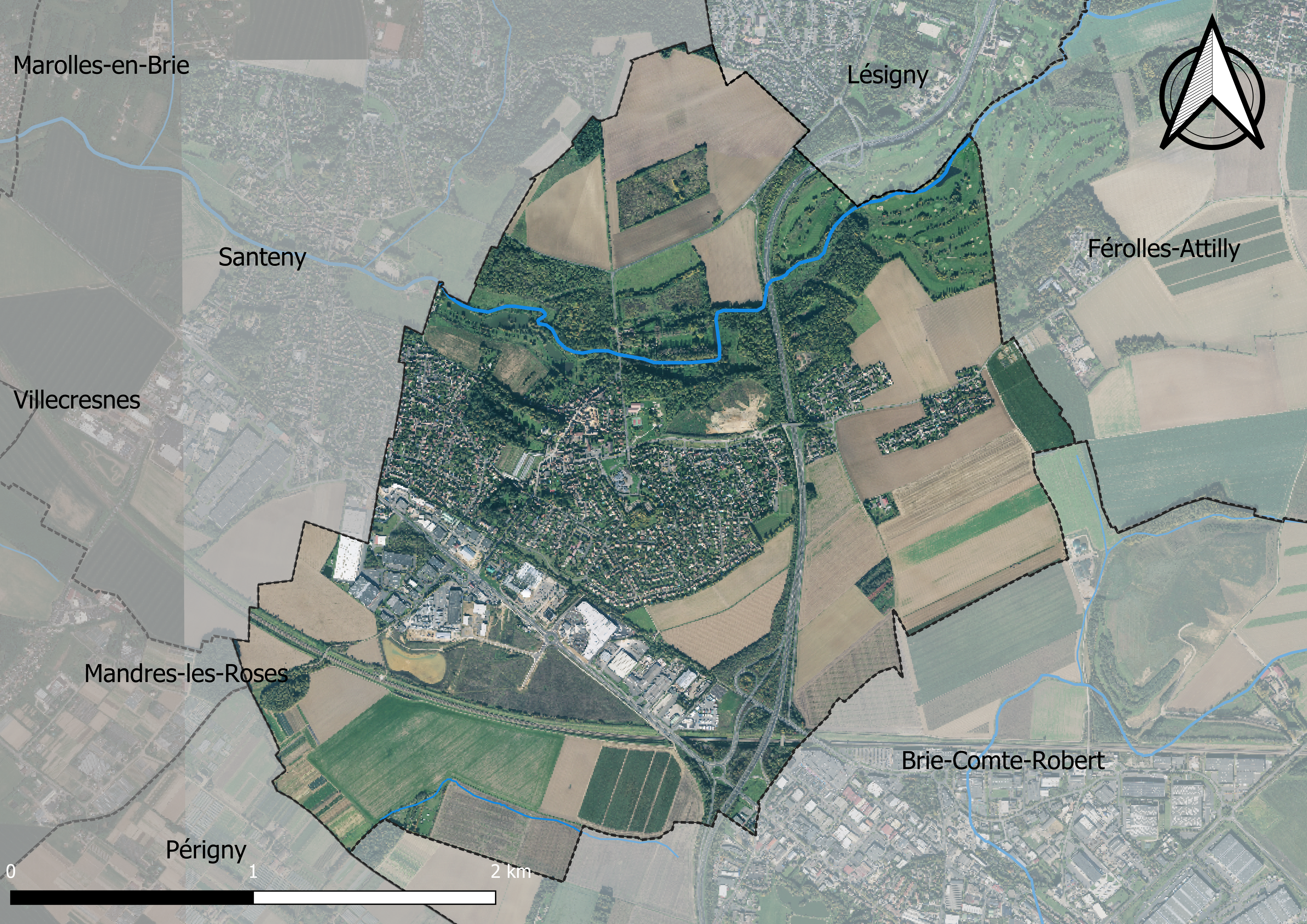
Carte orhophotogrammétrique de la commune.

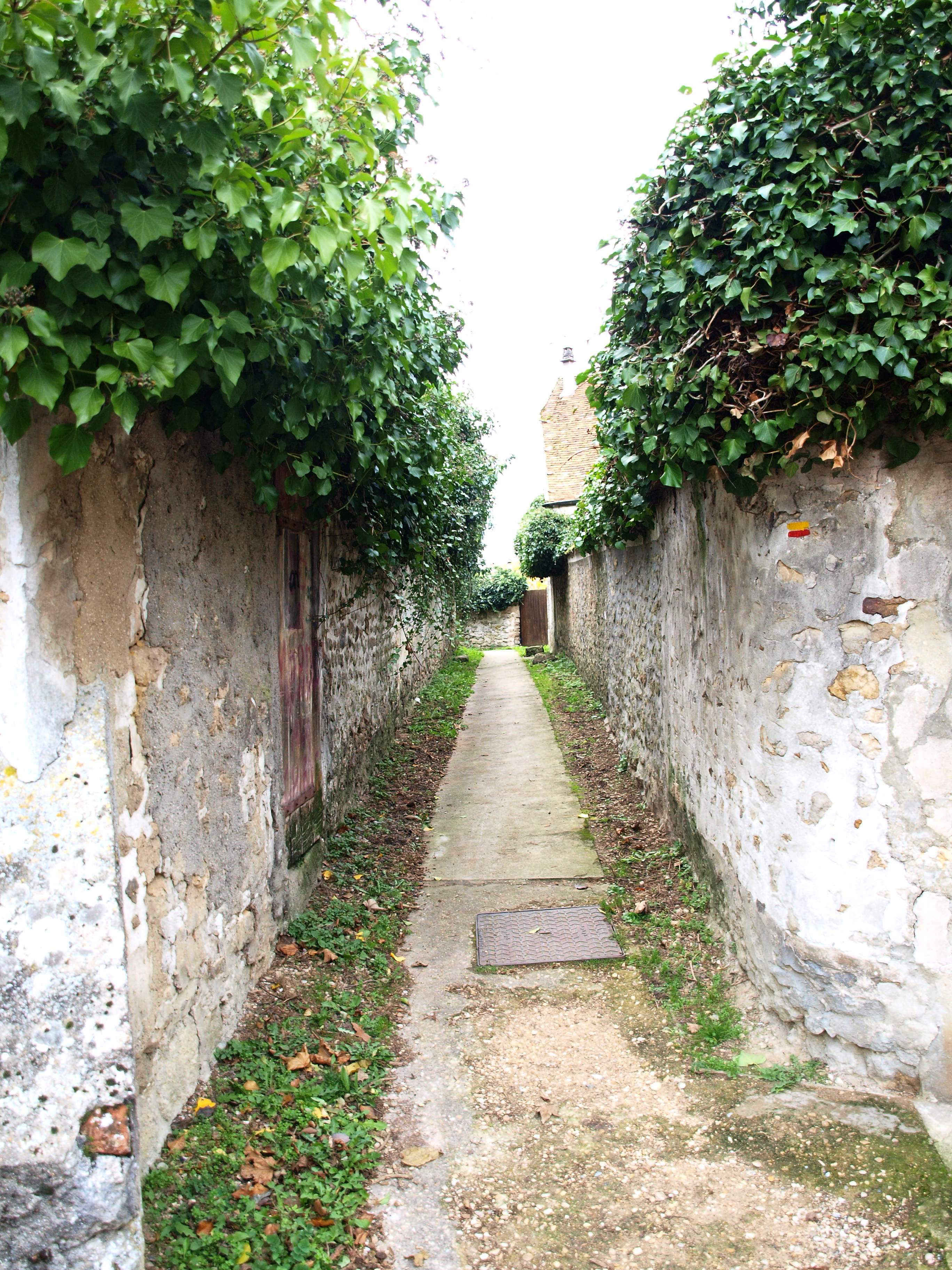
Venelle dans le centre historique, près du lavoir.

### Morphologie urbaine
Le centre historique, noyau initial de la commune, s’est constitué autour de l’église : maisons paysannes et petites maisons de maître, ainsi que trois grandes propriétés et leur parc : la Dame Blanche, le château de Servon et le château de Villemenon.
Des lotissements ont progressivement été réalisés depuis une cinquantaine d’années[Quand ?] : quartiers de la Porte Rouge (près de l’ancienne gare SNCF), du Pied de Coq, de la Jarrie et de la Croix Blanche (de chaque côté de la route menant à Forcilles et Férolles-Attily), la ZAC de la Butte aux Bergers (qui compte 245 pavillons). Et plus récemment[Quand ?] un lotissement des Marronniers et un autre à la place de l'Ancienne-École.
La commune est marquée par un faible niveau de l'offre en logements sociaux, 8,5 % du parc de résidences principales en 2016, l’article 55 de la loi SRU fixant un objectif de 25 %.
Afin de répondre à l’objectif de 25 % de logements sociaux, le PLU de Servon prévoit « que lors de la réalisation d’un programme de 3 à 8 logements, au moins 1/3 du nombre total de logements (valeur arrondie à l’unité par défaut) soit affecté à du logement locatif social » et « que lors de la réalisation d’un programme de plus de 8 logements, au moins 50 % du nombre total de logements (valeur arrondie à l’unité par défaut) soit affecté à du logement locatif social ».
La politique d’urbanisation et de densification urbaine, conduite par la municipalité, a soulevé et continue de soulever des contestations fortes, ayant notamment rythmées la campagne électorale de 2020.

### Planification
La loi SRU du 13 décembre 2000 a incité les communes à se regrouper au sein d’un établissement public, pour déterminer les partis d’aménagement de l’espace au sein d’un SCoT, un document d’orientation stratégique des politiques publiques à une grande échelle et à un horizon de 20 ans et s'imposant aux documents d'urbanisme locaux, les PLU (Plan local d'urbanisme). La commune est dans le territoire du SCOT Frange ouest du plateau de la Brie, dont le projet a été arrêté le 7 décembre 2010 et porté par le syndicat mixte d’études et de programmation (SMEP)  des communes de la Frange Ouest du Plateau de Brie.
La commune disposait en 2019 d'un plan local d'urbanisme approuvé. Le zonage réglementaire et le règlement associé peuvent être consultés sur le Géoportail de l'urbanisme.

### Voies de communications et transports
La commune est traversée par la RN 19 de Paris à Troyes et la RN 104 (Francilienne).

## Toponymie
On retrouve en France six lieux dénommés Servon. Quatre autres villages (en Ille-et-Vilaine, Manche, Marne et Nièvre) et une rivière dans la Vienne.
Le nom de la localité est attesté sous les formes Servum vers 1140, ; Servon in Bria en 1348 ; Le fief de Servon en 1385 ; Un fief dit la Motte de Servon en 1483 ; Cervon en Brie en 1500 ; Servun au XVe siècle ; Servon en Brie en ; Servon ou Cervon au XVIIIe siècle (Jean Lebeuf).
Selon Albert Dauzat, dérivé de silvus : nom qui évoque les  bois.
Autre hypothèse : mentionné « Un fief dit la Motte de Servon » en 1483, du latin superior, comparatif de superus, soit « plus au-dessus, plus haut, plus élevé », d’où le gallo-roman °SUPERIORE > a.f. °sevror, °sevreux, et par métathèse °servor, °serveux. Cette hypothèse pose problème avec les formes anciennes, mais correspond à la situation de Servon sur une éminence, elle s'appuie sur le celte ser (rivière), qui donnerait au nom du village une origine topographique, signifiant « la colline près de la rivière » ou « la source sur le coteau ».

## Politique et administration

### Elections municipales de 2020
Les élections municipales de 2020 ont été caractérisées par un fort taux d’abstention dans toute la France. Servon n’y fait pas exception, 49,52 % d’abstention au 1er tour le 15 mars 2020, et 52,95 % d’abstention au 2nd tour le 28 juin.
Après avoir été élu maire de Servon par le conseil municipal en 2018, pour assurer l’intérim à la suite du décès de Dominique Stabile, Marcel Villaça a été confortablement réélu en 2020 par les Servonnais.
La liste « (nous) Servon(s) notre village » conduite par Marcel Villaça a gagné les élections au 2nd tour avec 59,64 % des votes, face à la liste « Ensemble pour notre village » (34,7 %) conduite par Yves Ralliere, ancien maire de Servon, qui échoue pour la 4e fois successive à récupérer le siège du maire. La liste « #Servon natur’aimant » conduite par Eric Roblain passe de 26,14 % des votes au 1er tour à 5,64 % des votes au 2nd tour après s’être désistée peu avant la tenue du 2nd tour.
Le conseil municipal de Servon est aujourd’hui constitué de 19 élu(e)s de la majorité « (nous) servon(s) notre village » et 4 élu(e)s d’opposition « Ensemble pour notre village ». Au passage, l’opposition perd 1 siège par rapport à la précédente mandature.

### Rattachements administratifs et électoraux
Servon se trouve dans le département de Seine-et-Marne. Rattachée depuis la Révolution française à l'arrondissement de Melun, elle intègre le 1er janvier 2017 l'arrondissement de Torcy afin de faire coïncider les limites d'arrondissement et celles des intercommunalités.
Pour l'élection des députés, elle fait partie depuis 1988 de la neuvième circonscription de Seine-et-Marne. La députée de la circonscription est Céline Thiébault-Martinez, depuis le 7 juillet 2024. Elle a succédé à Michèle Peyron (Ensemble!), députée de 2017 à 2024 à la suite de la dissolution de l'Assemblée Nationale par Emmanuel Macron.
Servon faisait partie depuis 1793 canton de Brie-Comte-Robert. Dans le cadre du redécoupage cantonal de 2014 en France, la commune intègre le canton d'Ozoir-la-Ferrière. Les conseillers départementaux de ce canton sont Anne-Laure Fontbonne et Jean-François Oneto, respectivement maires de Férolles-Attilly et Ozoir-la-Ferrière.
Aux élections régionales de 2015, la liste conduite par Valérie Pécresse (LR) a obtenu à Servon 40,03 % des voix, la liste conduite par Claude Bartolone (PS) 31,48 %, et la liste conduite par Wallerand de Saint-Just (FN) 28,49 %.

### Intercommunalité
La commune est membre fondatrice de la communauté de communes de l'Orée de la Brie (CCOB), créée le 5 décembre 2003. La CCOB est constituée de Servon (77170), Brie-Comte-Robert (77170), Chevry-Cossigny (77114), et Varennes-Jarcy (91480) depuis le 1er janvier 2016. Le territoire communautaire comporte environ 27 500 habitants.
La CCOB est entourée par la métropole du « Grand Paris », la communauté de communes du « Val Briard », la communauté de communes « Brie des Rivières et Châteaux », la communauté d’agglomération « Grand Paris Sud Seine Essonne Sénart », et la communauté de communes « Les Portes Briardes entre villes et forêts ».
La Seine-et-Marne, et Servon, n’étaient qu’indirectement concernés par la Métropole du Grand Paris, en effet chaque commune voisine de toutes celles concernées par la future métropole disposaient de la possibilité de l’intégrer ou pas. Le 16 octobre 2014, le conseil municipal a décidé à l’unanimité que Servon ne rejoindrait pas la métropole du Grand Paris.
On assiste depuis quelque temps à des questionnements sur l’intégration de Servon dans la communauté de communes des Portes Briardes entre villes et forêts, bien que pour l’instant rien n’ait été officiellement décidé.

### Liste des maires

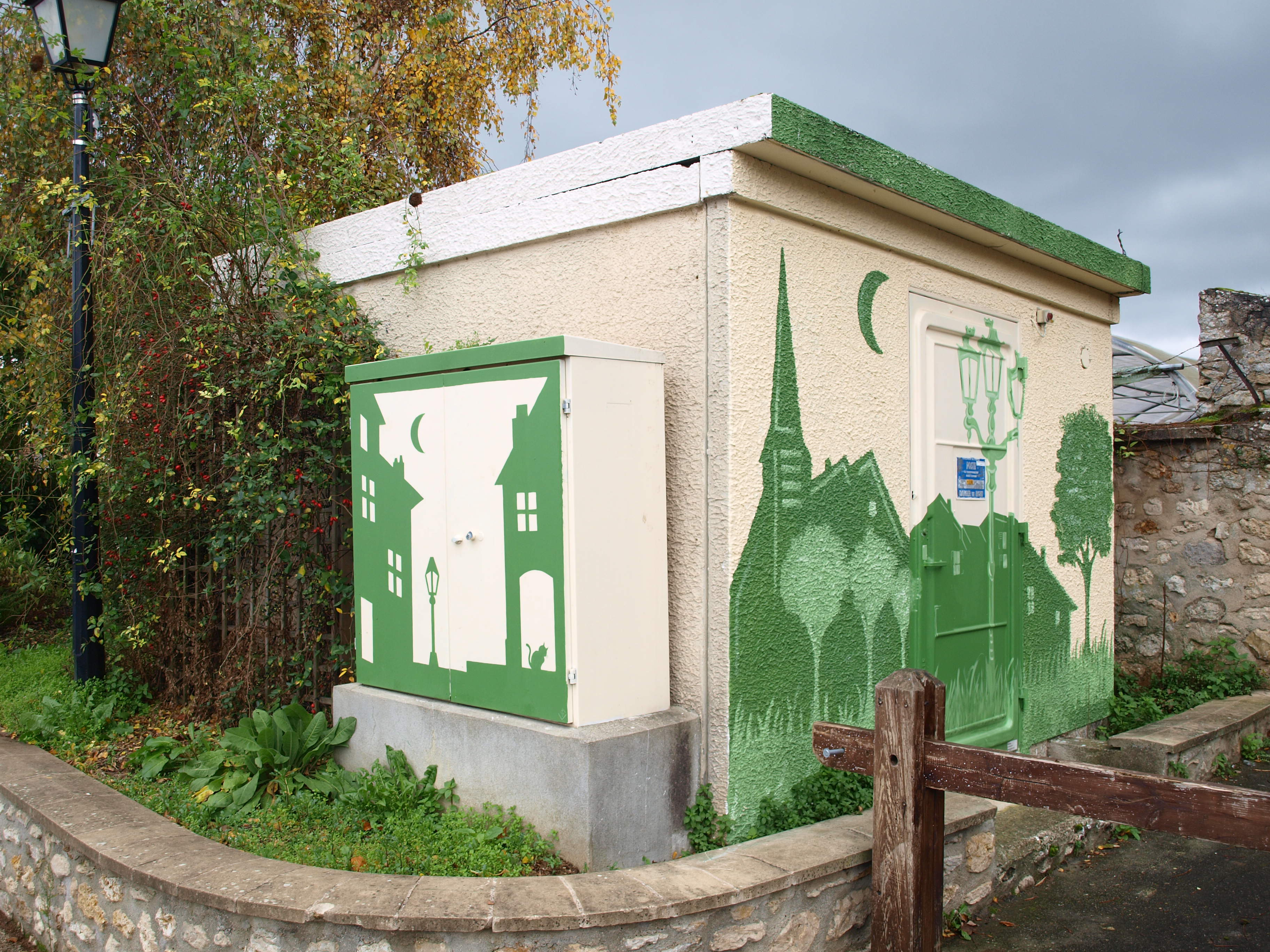
Des trompe-l'œil sont peints sur les transformateurs électriques pour mieux les intégrer dans le centre historique.

| Période                                  | Période    | Identité                 | Étiquette | Qualité                                                                                              |
| ---------------------------------------- | ---------- | ------------------------ | --------- | --- |
| Les données manquantes sont à compléter. |            |                          |           | |
| 1929                                     | 1940       | Marcel Férez (1895-1940) | SFIO      | Avocat, conseiller d'arrondissement Démissionnaire                                                   |
| Les données manquantes sont à compléter. |            |                          |           | |
| décembre 1947                            | mai 1953   | Jacques Mouret           |           | |
| mai 1953                                 | mars 1971  | François Leduc           |           | |
| mars 1971                                | mars 1977  | Pierre Renault           |           | |
| mars 1977                                | mars 1983  | François Leduc           |           | |
| mars 1983                                | 1985       | Bertrand Levieil         |           | Ingénieur des travaux publics                                                                        |
| juillet 1985                             | juin 1995  | Roger Lantz              |           | |
| juin 1995                                | mars 2001  | Yves Rallière            | UMP       | |
| mars 2001                                | mars 2008  | Christian Daniel         | DVG       | Chargé de mission DIREN                                                                              |
| mars 2008                                | avril 2018 | M. Dominique Stabile     | PS        | Vice-président de la CC de l'Orée de la Brie (2014 → 2018) Décédé en fonction                        |
| mai 2018                                 | En cours   | Marcel Villaça           | DVG       | Imprimeur en préretraite Vice-président de la CC de l'Orée de la Brie Réélu pour le mandat 2020-2026 |

### Jumelages
Au 6 mars 2015, Servon n'a pas de jumelage officiel

## Équipements et services

### Eau et assainissement
L’organisation de la distribution de l’eau potable, de la collecte et du traitement des eaux usées et pluviales relève des communes. La loi NOTRe de 2015 a accru le rôle des EPCI à fiscalité propre en leur transférant cette compétence. Ce transfert devait en principe être effectif au 1er janvier 2020, mais la loi Ferrand-Fesneau du 3 août 2018 a introduit la possibilité d’un report de ce transfert au 1er janvier 2026,.

#### Assainissement des eaux usées
En 2020, la gestion du service d'assainissement collectif de la commune de Servon est assurée par le syndicat interdépartemental pour l'assainissement de l'agglomération parisienne (SIAAP) pour le transport et la dépollution,,.
L’assainissement non collectif (ANC) désigne les installations individuelles de traitement des eaux domestiques qui ne sont pas desservies par un réseau public de collecte des eaux usées et qui doivent en conséquence traiter elles-mêmes leurs eaux usées avant de les rejeter dans le milieu naturel. La commune assure le service public d'assainissement non collectif (SPANC), qui a pour mission de vérifier la bonne exécution des travaux de réalisation et de réhabilitation, ainsi que le bon fonctionnement et l’entretien des installations. Cette prestation est déléguée à l'entreprise Suez, dont le contrat arrive à échéance le 31 janvier 2022,.

#### Eau potable
En 2020, l'alimentation en eau potable est assurée par  qui gère le service en régie,,.

## Population et société

### Démographie
Les habitants sont appelés les Servonnais.

L'évolution du nombre d'habitants est connue à travers les recensements de la population effectués dans la commune depuis 1793. Pour les communes de moins de 10 000 habitants, une enquête de recensement portant sur toute la population est réalisée tous les cinq ans, les populations de référence des années intermédiaires étant quant à elles estimées par interpolation ou extrapolation. Pour la commune, le premier recensement exhaustif entrant dans le cadre du nouveau dispositif a été réalisé en 2004.

En 2022, la commune comptait 3 430 habitants, en évolution de +6,09 % par rapport à 2016 (Seine-et-Marne : +3,92 %, France hors Mayotte : +2,11 %).
| 1793 | 1800 | 1806 | 1821 | 1831 | 1836 | 1841 | 1846 | 1851 |
| ---- | ---- | ---- | ---- | ---- | ---- | ---- | ---- | ---- |
| 264  | 293  | 284  | 302  | 359  | 350  | 331  | 320  | 298  |

| 1856 | 1861 | 1866 | 1872 | 1876 | 1881 | 1886 | 1891 | 1896 |
| ---- | ---- | ---- | ---- | ---- | ---- | ---- | ---- | ---- |
| 300  | 346  | 375  | 335  | 353  | 365  | 372  | 388  | 406  |

| 1901 | 1906 | 1911 | 1921 | 1926 | 1931 | 1936 | 1946 | 1954 |
| ---- | ---- | ---- | ---- | ---- | ---- | ---- | ---- | ---- |
| 400  | 404  | 355  | 325  | 369  | 347  | 375  | 405  | 547  |

| 1962 | 1968  | 1975  | 1982  | 1990  | 1999  | 2004  | 2006  | 2009  |
| ---- | ----- | ----- | ----- | ----- | ----- | ----- | ----- | ----- |
| 822  | 1 174 | 1 163 | 1 526 | 1 924 | 2 791 | 2 861 | 2 851 | 2 940 |

| 2014  | 2019  | 2022  | - | - | - | - | - | - |
| ----- | ----- | ----- | - | - | - | - | - | - |
| 3 154 | 3 288 | 3 430 | - | - | - | - | - | - |

### Enseignement
En 2019 une école primaire( maternelle et élémentaire) à Servon : l'école de la Butte-aux-Bergers.

### Santé
Un cabinet médical se situe au centre-ville, 6 rue de la poste et depuis peu, il existe un centre médical et dentaire situé dans la zone commerciale Eden au niveau de la Nationale 19.

## Économie

### Revenus de la population et fiscalité
En 2018 on dénombre 1693 foyers fiscaux à Servon, dont 1105 imposés, soit 65,3 % des foyers fiscaux.
En 2018, le revenu fiscal de référence moyen par foyer à Servon était de 42 059 euros (la moyenne nationale est de 27 475 euros). L'impôt sur le revenu net moyen par foyer imposé, à Servon, était de 6 299 euros (la moyenne nationale est de 4 249 euros).
- 169 foyers fiscaux (9,98 %) correspondent à un tranche de revenus inférieure à 10 000 euros ;
- 45 foyers fiscaux (2,66 %) correspondent à un tranche de revenus allant de 10 000 à 12 000 euros ;
- 227 foyers fiscaux (13,41 %) correspondent à un tranche de revenus allant de 15 000 à 20 000 euros ;
- 298 foyers fiscaux (17,60 %) correspondent à un tranche de revenus allant de 20 000 à 30 000 euros ;
- 365 foyers fiscaux (21,56 %) correspondent à un tranche de revenus allant de 30 000 à 50 000 euros ;
- 383 foyers fiscaux (22,62 %) correspondent à un tranche de revenus allant de 50 000 à 100 000 euros ;
- 84 foyers fiscaux (4,96 %) correspondent à un tranche de revenus de plus de 100 000 euros ;

### Emploi
En 2017, la population âgée de 15 à 64 ans à Servon était de 2 096 personnes, parmi lesquels on comptait 78,9 % d’actifs, dont 73,2 % en emploi et 5,7 % chômeurs. On dénombrait donc 21,9 % d’inactifs, dont 10,6 % d’élèves, étudiants et stagiaires non rémunérés, et 6,7 % de retraités ou pré-retraités (statistiques Insee).
On dénombrait 119 chômeurs sur la commune de Servon en 2017, dont 50,8 % de femmes (statistiques Insee), touchant majoritairement la tranche d’âge 15-24 ans.
On dénombrait 1 459 emplois sur la zone de Servon en 2017 ; 1 551 actifs ayant un emploi résidant sur la zone ; un indicateur de concentration d’emploi de 94,1 ; et un taux d’activité parmi les 15 ans ou plus de 64,1 % en 2017, en baisse par rapport à 2012.
En 2017, on y dénombre 10 agriculteurs/exploitants, 104 commerçants/artisans/chefs d’entreprises, 346 cadres et professons intellectuelles supérieures, 504 professions intermédiaires, 400 employés, et 247 ouvriers.

### Entreprises et commerces

#### Zones d’activités
Les activités industrielles et commerciales se répartissent dans trois secteurs qui bénéficient de la présence de deux axes de communication routiers (Francilienne et RN 19) :
- une zone d'occupation spontanée au lieu-dit le Poirier Penché ;
- une amorce de zone industrielle au sud-ouest de la N 19, au lieu-dit l'Arpent Ferret ;
- une zone d'activité récemment aménagée, la ZAC de l'Orme Rond.

La RN 19 et la Francilienne constituent un atout pour les entreprises.

#### Centre commercial Eden
La commune comprend également depuis 2017 un centre commercial, dénommé « Eden », ouvert le long de la RN 19 dans la ZAC du Noyer aux Perdrix.

### Agriculture
Servon est dans la petite région agricole dénommée la « Brie française », (ou Basse-Brie), une partie de la Brie autour de Brie-Comte-Robert. En 2010, l'orientation technico-économique de l'agriculture sur la commune est la culture de céréales et d'oléoprotéagineux (COP).
Si la productivité agricole de la Seine-et-Marne se situe dans le peloton de tête des départements français, le département enregistre un double phénomène de disparition des terres cultivables (près de 2 000 ha par an dans les années 1980, moins dans les années 2000) et de réduction d'environ 30 % du nombre d'agriculteurs dans les années 2010. Cette tendance se retrouve au niveau de la commune où le nombre d’exploitations est passé de 7 en 1988 à 3 en 2010. Parallèlement, la taille de ces exploitations diminue, passant de 45 ha en 1988 à 31 ha en 2010.
Le tableau ci-dessous présente les principales caractéristiques des exploitations agricoles de Servon, observées sur une période de 22 ans : 
|                                      | 1988 | 2000 | 2010 |
| ------------------------------------ | ---- | ---- | ---- |
| Dimension économique,                |      |      |      |
| Nombre d’exploitations (u)           | 7    | 4    | 3    |
| Travail (UTA)                        | 15   | 6    | 9    |
| Surface agricole utilisée (ha)       | 316  | 134  | 94   |
| Cultures                             |      |      |      |
| Terres labourables (ha)              | 313  | 131  | 94   |
| Céréales (ha)                        | 217  | s    | s    |
| dont blé tendre (ha)                 | 73   | s    | s    |
| dont maïs-grain et maïs-semence (ha) | 95   | s    | s    |
| Tournesol (ha)                       | 0    |      |      |
| Colza et navette (ha)                | s    | s    | s    |
| Élevage                              |      |      |      |
| Cheptel (UGBTA)                      | 0    | 0    | 0    |

## Culture locale et patrimoine
Des fouilles archéologiques en 1992 dévoilent les traces d'une villa gallo-romaine[réf. nécessaire].
L'église, avec un sanctuaire[C'est-à-dire ?], est du XIIIe siècle.
La commune a été longtemps desservie par la ligne de Vincennes, qui reliait la gare de la Bastille à la gare de Verneuil-l'Étang et comprenait la gare de Santeny - Servon. Le service destiné aux voyageurs s'est arrêté en 1953 et celui des marchandises en 1970.
La ligne de Vincennes a été reprise jusqu'à Boissy-Saint-Léger par le RER A, et la gare de Servon est tombée à l'abandon. Elle fut détruite dans les années 2010.

### Lieux et monuments

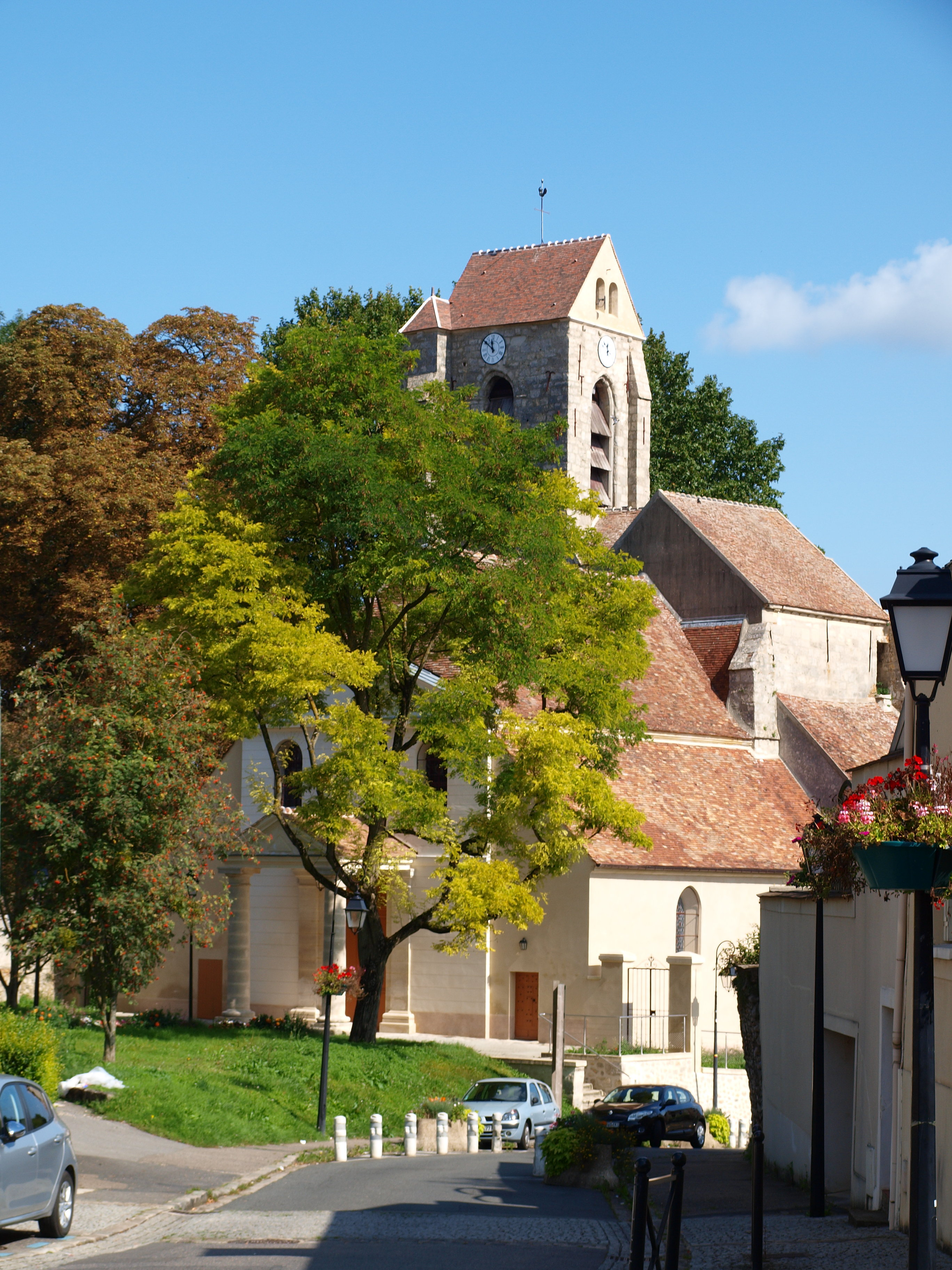
L'église Sainte-Colombe.

#### L’église Sainte-Colombe
L'église sainte Colombe et saint Louis date du XIIIe siècle, selon une plaque commémorative qui indique son inauguration le 25 août 1394. Classée monument historique depuis 1939, elle a fait l'objet de gros travaux en 2016.

#### Le château de Servon
Le château de Servon : l'ancien château aurait hébergé Anne Boleyn, proche du seigneur de la région. Son parc aurait été en particulier aménagé au XVIIIe siècle ou XIXe siècle,.

#### Le château de Villemenon

##### L’ancien domaine
Le domaine du château de Villemenon est traversé par le Réveillon qui coule en provenance de Lésigny. Situé à l’extérieur du village, sur la route en direction de Lésigny, le domaine de Villemenon est un fief rival de Servon existant depuis le XIIe siècle, qui changera de nombreuses fois de propriétaires.
François de Verthamon, conseiller au Parlement de Paris, a acheté Villemenon (château, terres, titres et droits seigneuriaux) en 1645 à Suzanne Parent.
Louis XIII était venu déjeuner au château de Villemenon.

##### Le château actuel
Le château actuel a été construit dans le style Renaissance vers 1840.
Depuis les années 1960, Hélène Martini, impératrice des nuits parisiennes, ayant possédé jusqu’à dix-sept cabarets et théâtres à Paris, dont Les Folies Bergère et Mogador, avait discrètement choisi comme havre de paix le château de Villemenon.
À la suite du décès d’Hélène Martini le 05 août 2017, le portail et la cheminée Renaissance du château de Villemenon, se sont retrouvés aux enchères à Drouot, provoquant un certain émoi pour les défenseur du patrimoine local. La conservatrice de la Direction Régionale des Affaires Culturelles (DRAC) avait décliné sa compétence pour protéger ces éléments patrimoniaux, ceux-ci n’étant pas protégés au titre des Monuments historiques de Seine-et-Marne.
Une impressionnante collection de 6 000 costumes de scènes et accessoires créées par et pour les Folies Bergère était stocké, jusqu’en 2012, dans une dépendance du château de Villemenon, avant d’avoir été dispersée lors de ventes aux enchères.

#### Polémiques autour de la destruction de la ferme Bombon
Située dans le vieux bourg de Servon, la Ferme Bombon et sa maison de maître s’étendait sur près de 9 000 m2, sur un site datant de 1406. La propriétaire était décédée en octobre 2012, et sa ferme vendue à l’AFTRP (devenu Grand Paris Aménagement), qui là céda au promoteur immobilier Nexity. La Ferme se situait dans le périmètre de protection de l’église Saint-Colombe classée monument historique.
En 2013, une association de riverains et d’habitants de Servon s’est constituée, les Amis du patrimoine de Servon (APS), pour contester en justice un projet immobilier sur la Ferme Bombon. La municipalité et le promoteur Nexity souhaitait y implanter 90 logements. Jugé trop dense, le projet avait été réduit à 69 logements, et le nombre de places de parking revu à la hausse (140 places).

#### Le chemin des Roses
Le Chemin des Roses (autrefois chemin Vert), un chemin de terre long de plus de 16 km, relie Servon à Yèbles en passant par les communes de Brie-Comte-Robert, Grisy-Suisnes, Coubert, Solers et Soignolles-en-Brie. Il a été créé sur l'ancienne voie ferrée de la ligne de Vincennes. Le chemin est inauguré en 1993 pour le tronçon qui lie Brie-comte-Robert et Coubert et complété en septembre 2010 par l'inauguration de la liaison entre Servon et Yèbles.

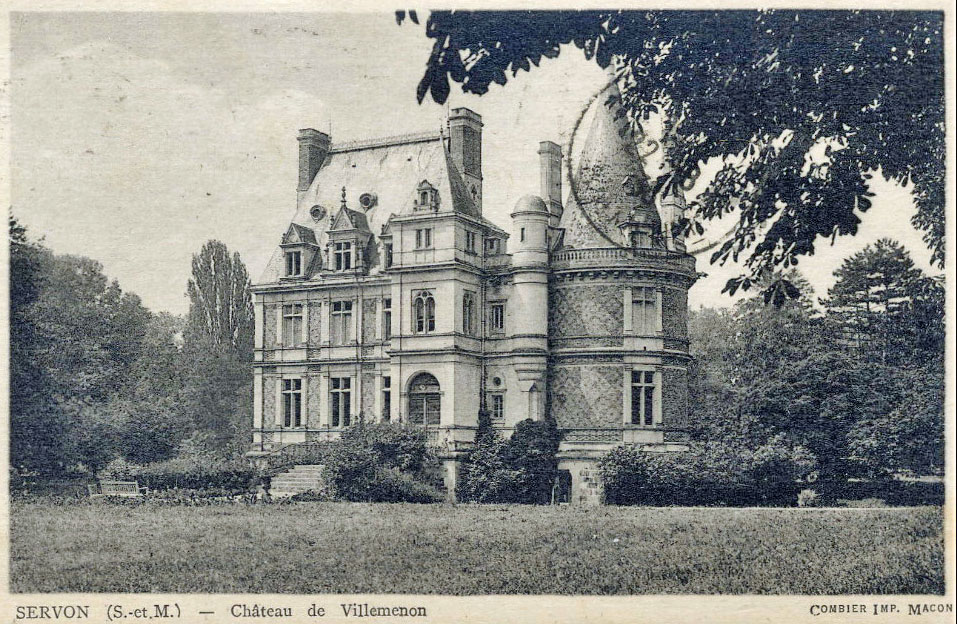
Château de Villemenon, Servon, Seine-et-Marne.
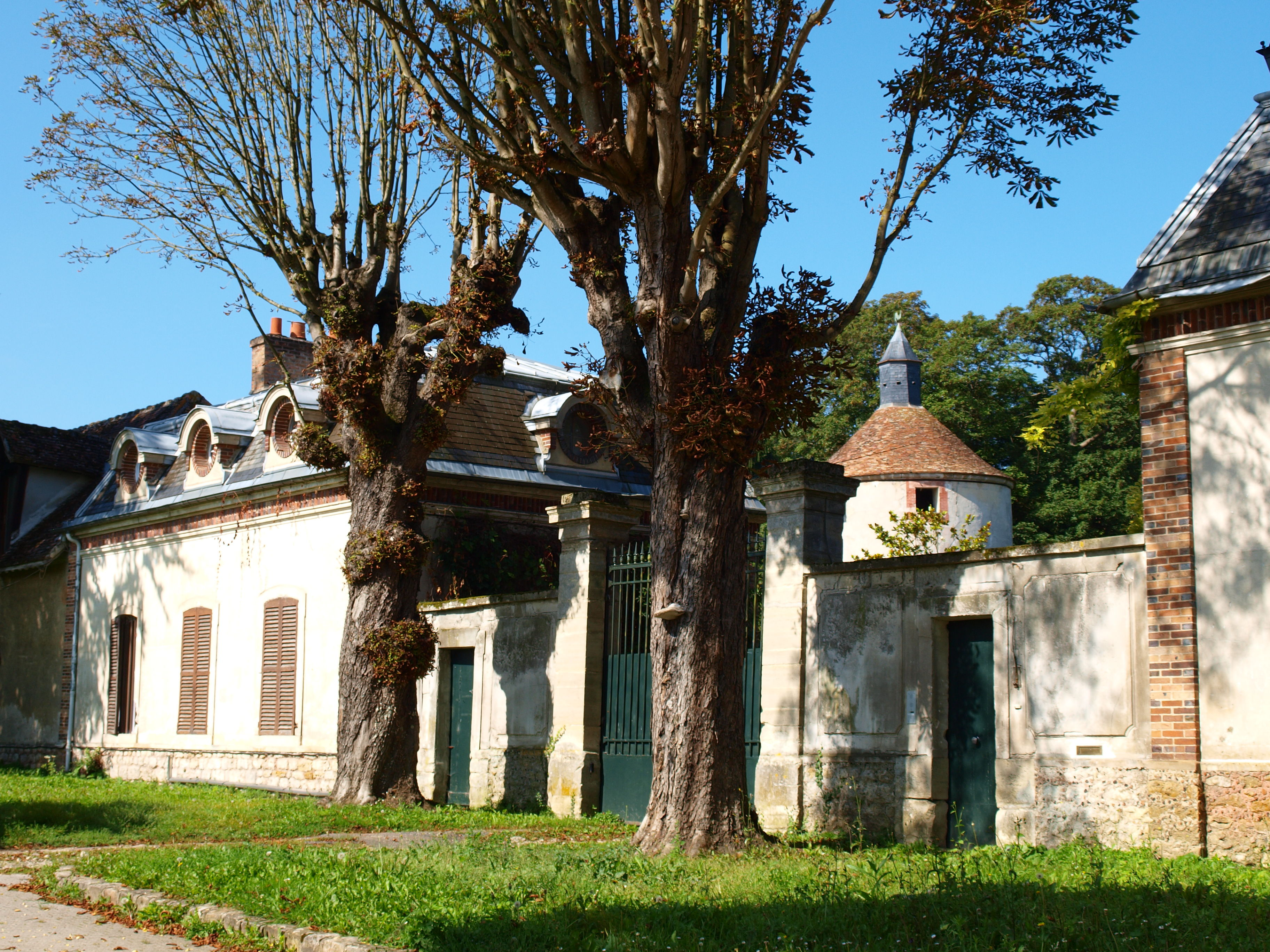
L'entrée du château de Servon. Au second plan, le pigeonnier.
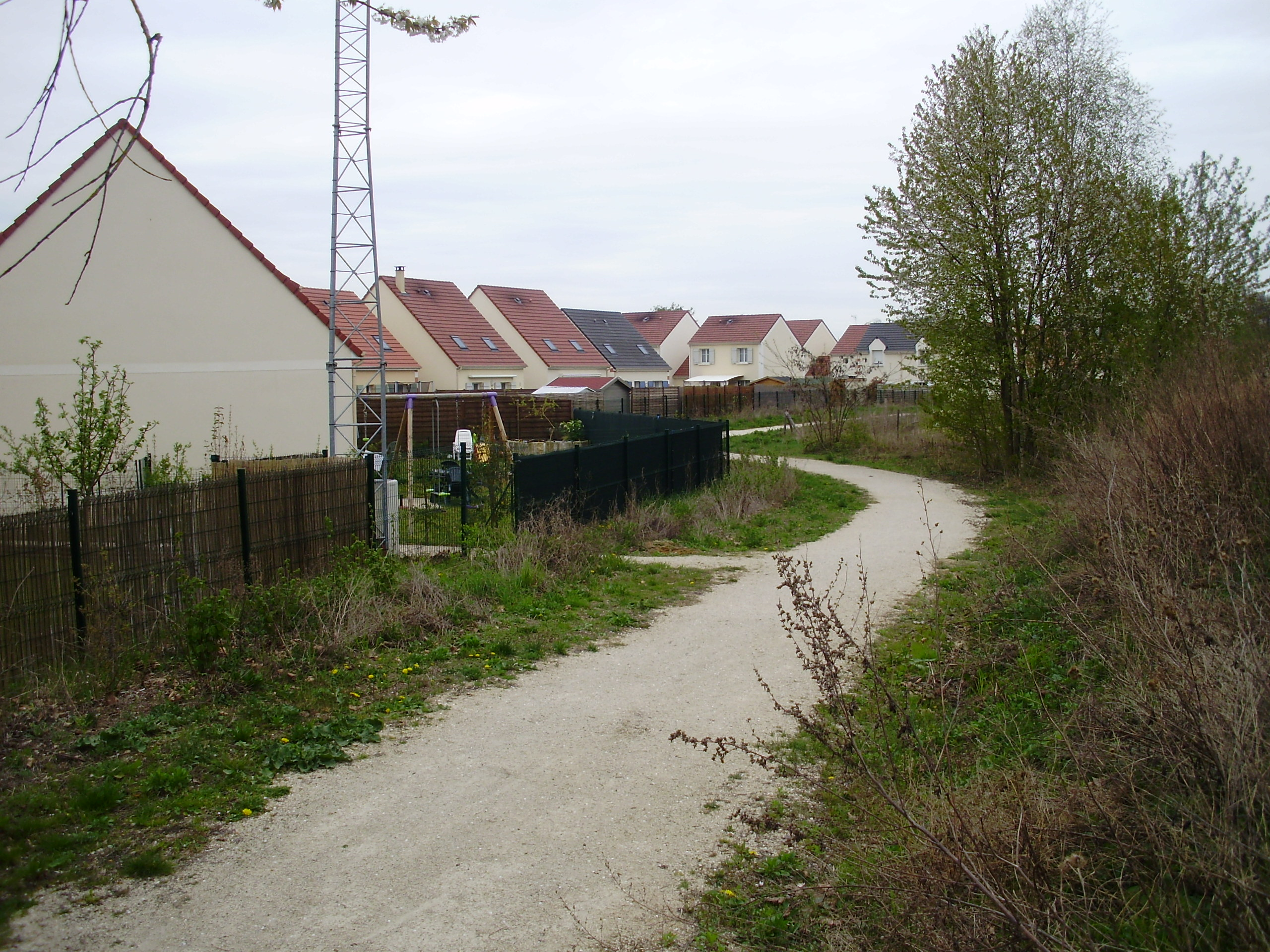
Extrémité occidentale du chemin des Roses à la limite entre les départements du Val-de-Marne et de Seine-et-Marne, près de l'ancienne gare de Santeny-Servon.
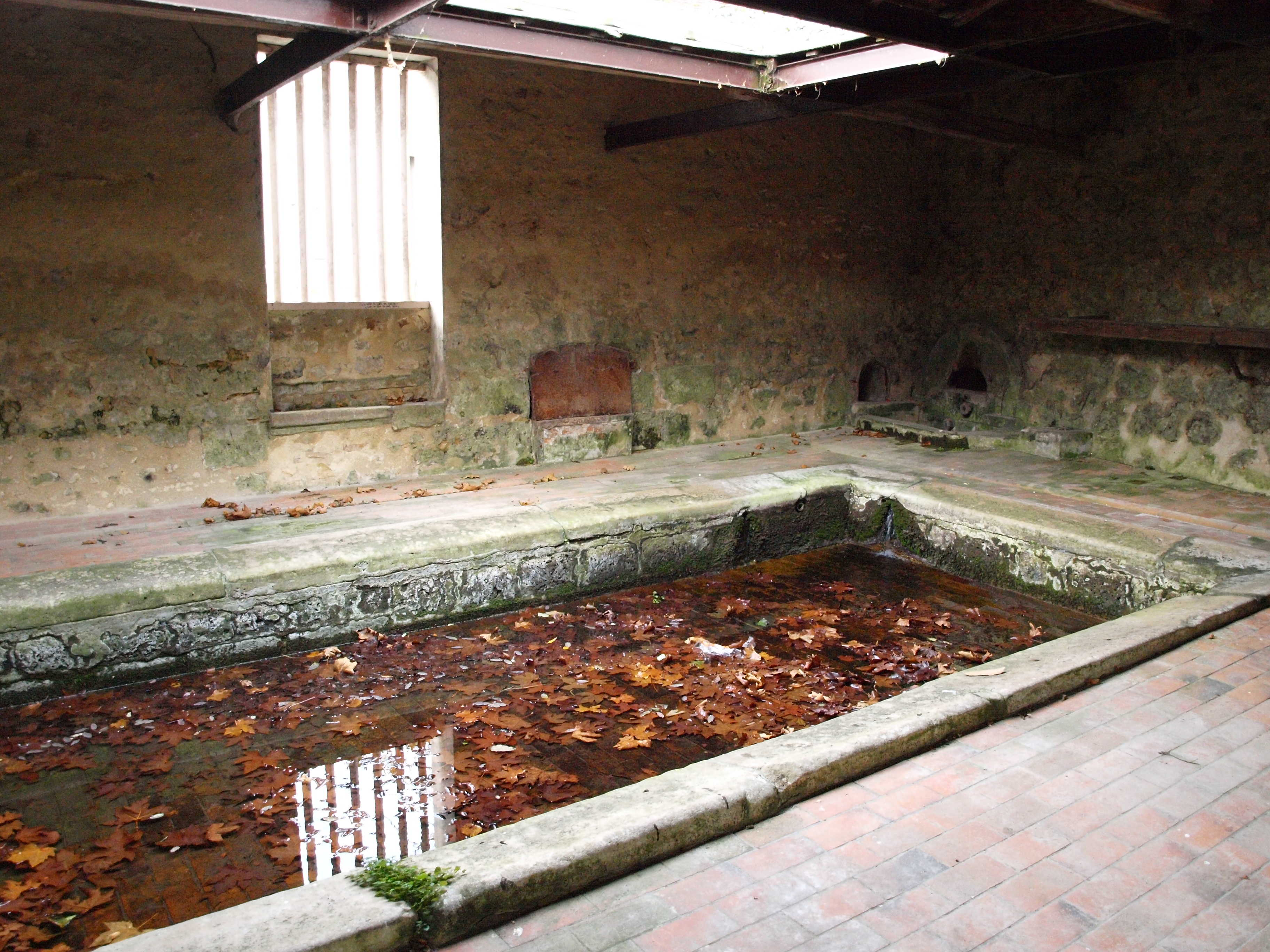
Le lavoir de la commune, en contrebas de l'église.

### Personnalités liées à la commune
- La reine d'Angleterre Anne Boleyn, épouse d'Henri VIII, aurait vécu quelque temps au château durant son séjour de jeunesse en France.
- Le général Jeanningros (1816-1902) a fini sa vie à Servon et repose dans le cimetière municipal. Une plaque à sa mémoire est située dans la rue qui porte son nom.
- Le judoka Frédéric Demontfaucon a vécu à Servon.
- Le comédien Thomas Solivéres (1990) a passé son enfance à Servon où il a été membre de la troupe de théâtre.
- Le cascadeur Daniel Vérité s'est retiré à Servon[73].
- La reine de la nuit parisienne, Hélène Martini, propriétaire du château de Servon, décédée à Paris à l'âge de 92 ans le 5 août 2017[74].
- Le comédien William Lebghil a passé son enfance à Servon.

### Servon dans les arts
La gare de Santeny - Servon : apparaît dans le film La Grande Vadrouille (1966) : lorsque l'un des personnages se fait arrêter dans un train, c'est à la gare de Santeny-Servon qu'il est débarqué.

### Héraldique
|  | La commune a repris les armes de la famille de Lyonne, ancienne titulaire du comté de Servon créé par Louis XIV. Les armoiries se composent de trois bandes horizontales bleue et or, et des têtes de lionnes (sans crinières) or. |